# عالم فانتوم متعدد الألوان
عالم فانتوم متعدد الألوان (باليابانية: 無彩限のファントム・ワールド، بالروماجي: Musaigen no Fantomu Wārudo) (بالإنجليزية: Myriad Colors Phantom World) هي رواية خفيفة من تأليف سويتشي هاتانو، ورسوم شيرابي. نشر في 20 ديسمبر عام 2013 من قبل كيوتو أنيميشن. حتى 11 فبراير 2016، وتكونت من 3 مجلدات، تلقى الكتاب ذكرًا مشرفًا في فئة الرواية في جائزة كيوتو الرابعة للرسوم المتحركة في 5 أبريل 2013. أنتجت الرواية إلى أنمي تلفزيوني من قبل استوديو كيوتو أنيميشن عرض في 7 يناير عام 2016، حتى 31 مارس 2016، وتكونت 13 حلقة + 1 أوفا. صدرت رواية ثانية في 30 أكتوبر عام 2015. تم إصدار رواية ثالثة في 11 فبراير عام.2016.

## القصة
تدور أحداث القصة في المستقبل القريب، حيث يؤدي الإطلاق العرضي لفيروس تجريبي إلى تفشٍّ يغيّر كيمياء الدماغ لكل شخص في العالم، مما يسمح لهم برؤية كائنات خارج الأبعاد تسمى (فانتوم). بالإضافة إلى ذلك، فقد طور بعض الأطفال الذين ولدوا بعد تفشي المرض صلاحيات خاصة تسمح لهم بمكافحة الأشباح وختمها. على الرغم من أن الغالبية العظمى من الأشباح غير مؤذية، فإن العديد من هؤلاء الأطفال الموهوبين يوضعون في النوادي والمنظمات المخصصة للتعامل مع الأشباح التي تثبت أنها مصدر إزعاج أو تهديدات للإنسانية.

## الشخصيات
- هاروهيكو إيتشيجو (باليابانية: 一条 晴彦، بالروماجي: Ichijō Haruhiko) أداء صوتي: هيرو شيمونو[4]
- ماي كاواكامي (باليابانية: 川神 舞، بالروماجي: Kawakami Mai) أداء صوتي: سوميري أويساكا[6]

- رينا إيزومي (باليابانية: 和泉 玲奈، بالروماجي: Izumi Reina) أداء صوتي: ساوري هايامي[4]
- كويتا ميناسي (باليابانية: 水無瀬 小糸، بالروماجي: Minase Koito) أداء صوتي: مآيا أوتشيدا[4]
- رورو (باليابانية: ルル، بالروماجي: Ruru) أداء صوتي: أزوسا تادوكورو[4]
- كوماماكورا كورومي (باليابانية: 熊枕 久瑠美، بالروماجي: Kumamakura Kurumi) أداء صوتي: ميساكي كونو[4]
- شوسوكي موروهاشي (باليابانية: 諸橋 翔介، بالروماجي: Morohashi Shōsuke) أداء صوتي: دايسكي ساكاغوتشي
- أريسو هيمينو (باليابانية: 姫野 アリス، بالروماجي: Himeno Arisu) أداء صوتي: كيكوكو إينوي[4]

## وصلات خارجية
- الموقع الرسمي (باليابانية)
- الموقع الرسمي عند كيوتو أنيميشن (باليابانية)

لم يتم العثور على روابط لمواقع التواصل الاجتماعي.